# 21714 Geoffreywoo
21714 Geoffreywoo (1999 RX109) là một vành đai tiểu hành tinh, được phát hiện ngày 8 tháng 9 năm 1999 bởi nhóm nghiên cứu tiểu hành tinh gần Trái Đất phòng thí nghiệm Lincoln ở Socorro, New Mexico.
Tiểu hành tinh được đặt tên theo Geoffrey Woo, người có giải nhì tại 2006 Hội chợ Khoa học và Kỹ thuật Intel Quốc tế.